# Església de Sant Esteve dels Búlgars
L'església de Sant Esteve dels búlgars (en búlgar: Свети Стефан, turc: Bulgar Kilisesi), també coneguda com l'església de ferro búlgara, és una església ortodoxa búlgara a Istanbul, Turquia, famosa per ser completament construïda de ferro.

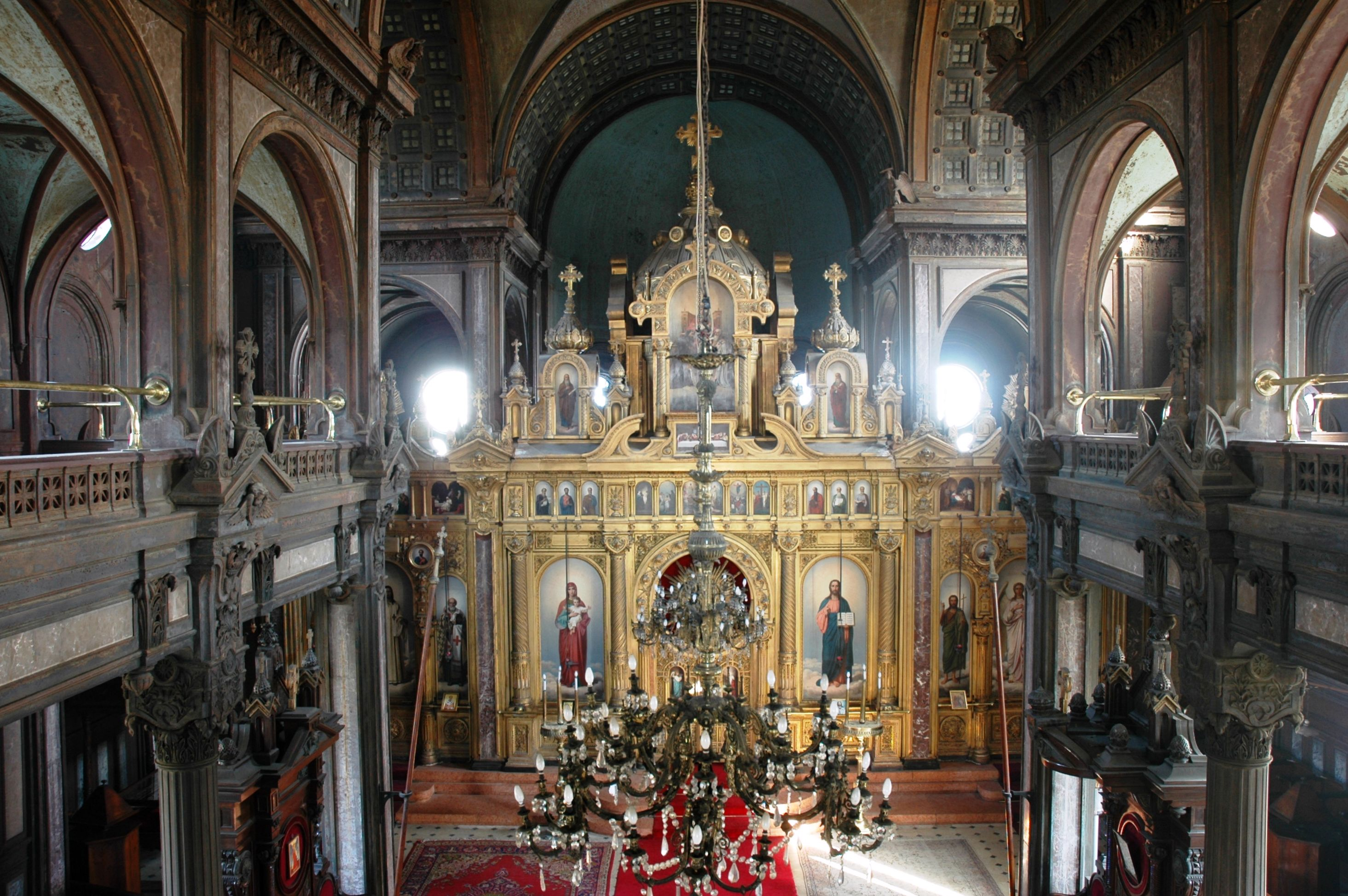
Interior

Sorprèn que aquesta església es construís completament amb ferro, fins i tot les columnes internes i les galeries. Es va realitzar a Viena el 1871. Les seves peces es traslladaren al Corn d'Or i s'acoblaren a les seves vores. L'església fou fundada per la comunitat búlgara després de la seva ruptura amb la jerarquia del patriarcat ortodox grec, situada al turó veí. Encara és utilitzada per aquesta comunitat. Mantenen els sepulcres de marbre dels primers patriarques búlgars coberts de flors.
L'església s'alça sobre un petit parc que arriba fins a la vora del Corn d'Or.